# Джон Ґраунт
Джон Ґраунт (John Graunt; нар. 24 квітня 1620, Лондон — пом. 18 квітня 1674, там само) — англійський науковець, засновник демографії. Зробив значний внесок у систематичний збір і аналіз даних і вважається піонером сучасної статистики.

## Біографія
Ґраунт став одним із основоположників демографії, хоча й був продавцем галантерейних виробів. Разом з Вільямом Петті він розробив перші статистичні методи та методи перепису, які становлять основу сучасної демографії. Ґраунт розрахував першу таблицю смертності в 1662 році і таким чином вперше подав імовірність тривалості життя для кожного віку. Це був надзвичайний математичний подвиг, оскільки книги про смерть не містили інформації про вік померлих. Він також вважається одним із перших експертів у галузі епідеміології, оскільки його відома робота стосувалася переважно статистики охорони здоров'я.
У своїй книзі «Природничі та політичні спостереження над статистикою смертності» (Natural and Political Observations Made upon the Bills of Mortality, 1662) він проаналізував статистику смертності в Лондоні. Поштовхом до цього стала спроба короля Англії Карла II та інших урядовців встановити в Лондоні систему оповіщення про появу та поширення чуми в Лондоні. Хоча робота Ґраунта мала чимало вад, вона стала першою статистично обґрунтованою оцінкою населення Лондона.
Свою роботу Ґраунт презентував Королівському товариству, яке в 1662 році прийняло його в члени товариства. Спочатку члени Королівського товариства не хотіли обирати Ґраунта через його посаду галантерейника. Лише під тиском короля вони «подолали» свої сумніви й таки обрали Ґраунта.
Після вступу до Королівського товариства Ґраунт прийняв католицтво, хоча тиск на католиків у цей період посилився. Його дім був знищений під час Великої лондонської пожежі, і як акціонер New River Company він опинився у скрутному фінансовому становищі. Без подальшої фінансової підтримки Ґраунт збіднів і помер у віці 53 років від жовтяниці та хвороби печінки.

## Праці
- Natural and Political Observations mentioned in a following Index, and made upon the Bills of Mortality, 1665 (Онлайн в Internet Archive)